# Комерційне програмне забезпечення
Комерційне програмне забезпечення скор. ПЗ (англ. commercial software) — програмне забезпечення, створене комерційною організацією з метою отримання прибутку від його використання іншими, наприклад, шляхом продажу копій.

## Комерційне івільне програмне забезпечення
Безліч людей помилково вважають комерційне та вільне протилежностями. Відмінності між цими двома видами не настільки критичні, як може здатися на перший погляд. Адже вільним ПЗ вважається з того моменту, як автор надає права на вільну модифікацію, поширення і отримання прибутку зі свого продукту. З цього випливає, що вільні програми цілком можуть бути і комерційними продуктами. Гарними прикладами комерційних програм, що відносяться до розряду вільних є компілятор GNU ADA або багато операційні системи на основі GNU/Linux.
Протилежністю вільного програмного забезпечення є власницьке програмне забезпечення, яке також може бути як комерційним, так і безкоштовним (freeware).

## Переваги комерційного програмного забезпечення

### Технічна підтримкапродукту
Найважливішою особливістю комерційний програмних продуктів є підтримка великих компаній, прямо зацікавлених у поширенні свого програмного продукту. Багато організацій надають виключно платну підтримку своїх продуктів, такий підхід, як правило, використовують організації надають відкриті вихідні коди. Для продуктів, що розповсюджуються на комерційній основі діють зазвичай безкоштовні служби підтримки, покликані збільшити рівень довіри у клієнтів і потенційних покупців.

### Терміни внесення змін
Далеко не завжди, але як правило терміни критично важливих змін в комерційних продуктах значно менше, ніж у некомерційних проєктів. Це пов'язано з тим, що над комерційним продуктом працюють цілі групи розробників і ця робота є їх основним заняттям. Розробникам-любителям як правило доводиться шукати додаткові способи заробітку, і це збільшує час, що витрачається на доповнення і зміни програм.

### Спектр виконуваних завдань
Оскільки основним рушійним фактором створення комерційного ПЗ є одержання прибутку, то комерційні програмні продукти першими заповнюють вільні ніші та пропонують варіанти вирішення завдань відразу в міру виявлення вакууму в будь-якому секторі ринку.

### Програми «на замовлення»
Окремий вид комерційних програм, коли їх розробка оплочується безпосередньо замовником. Такі програми найчастіше позбавлені всіх переваг комерційних зпродуктів, оскільки мають обмежений бюджет, але більш адаптовані до вимог замовника, ніж аналоги.